# Изопсетта
Изопсетта (лат. Isopsetta isolepis) — вид лучепёрых рыб из семейства камбаловых, единственный в роде Isopsetta. Это донная рыба, обитающая на мягком илистом дне в умеренных водах на глубине от 20 до 425 м. Её ареал — северо-восточная часть Тихого океана, от Берингова моря и Алеутских островов, вдоль побережья Аляски, Канады и США на юг до Вентуры, Калифорния. Вырастает до 55 см в длину и может жить до 11 лет. Изопсетта — правосторонняя камбала с телом овальной формы. Верхняя сторона от светлой до темной или серовато-коричневой с жёлтыми или зелёными крапинками; нижняя сторона белая. Чешуя на верхней стороне шероховатая. Спинной и анальный плавники имеют ярко-жёлтые края; хвостовой плавник округлый, V-образный формы. Боковая линия слегка изгибается над грудным плавником. Рот небольшой, с тупыми зубами, более сильными на нижней стороне. Глаза маленькие, расположены близко друг к другу. Рацион изопсетты состоит из донных организмов, таких как крабы, креветки, черви и морские ежи, а также молодой сельди. Эта камбала — объект мелкого коммерческого промысла и спортивной рыбалки.